# 甕城

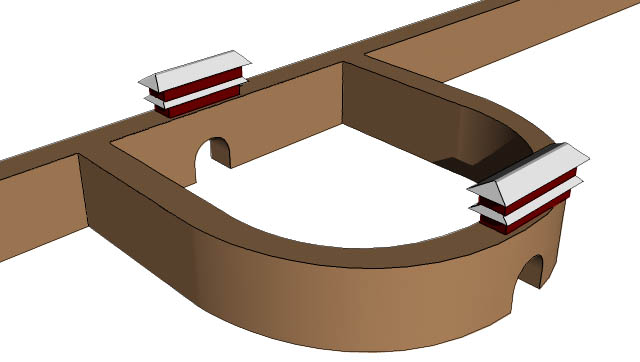
甕城の模式図

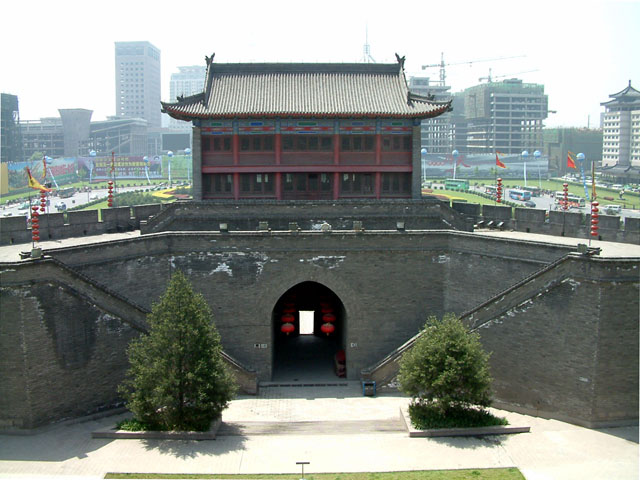
西安城の甕城

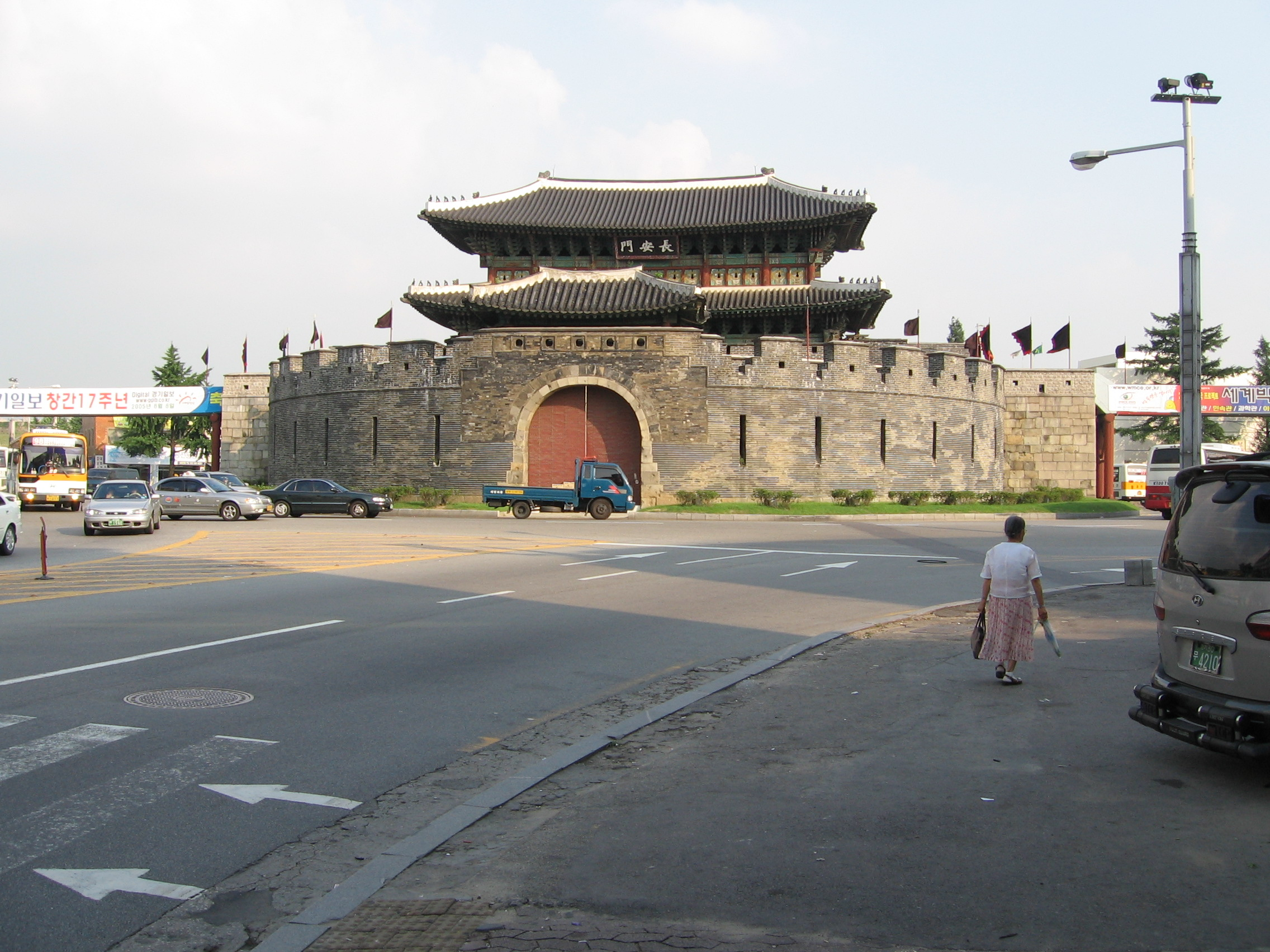
水原城甕城

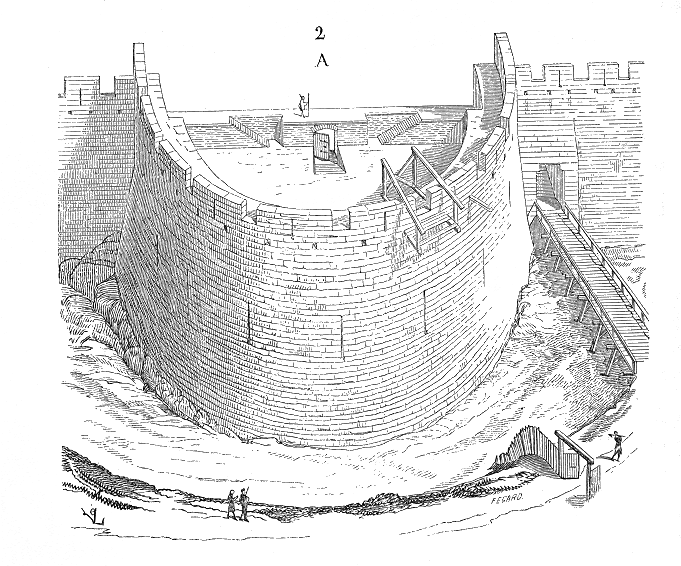
バービカン（カルカソンヌ城）

甕城（おうじょう）は、中国の城郭や関所で、正規の城門外（まれに城門内側）に防御用の城門を二重（もしくは三重以上）にかけた半円形あるいは方形の小堡をいう。蘇州・南京・西安などの都市城壁に付属して見られる。

## 概要
甕城は城門の両側に城壁を半円（四方）に配し、城門には城楼を設営する。城壁の天面は兵員の往来が可能となっており、女墻（じょしょう、ひめがき）という低い防御壁で防備されている。破城槌の攻撃を避けるため、甕城の城門と正規の城門は同一列上からずらされた配置がなされていた。
甕城がいつ頃に現れたのかは未だ確証がないが、五胡十六国時代の夏の赫連勃勃の建てた統万城にその原型が見られる。前漢から北魏の時代には、城門に壮麗な外観が求められ、三層の門楼や門前の城闕が設置される一方で、甕城は顧みられなかった。隋唐においても長安・洛陽の門前に甕城は建設されていない。
五代と北宋では半円形の甕城が盛んに造られるようになる。曾公亮の『武経総要』では最初の甕城に関する記述が現れる。「城外には半円形あるいは方形の甕城を置く。地形を観測し、城壁は厚く、高くして、門を一つ開け、門の左右から城壁を連結させる」。この記述に従った城は北宋東京城に現れる。『東京夢華録』巻一には「南薰門・新鄭門・新宋門・封丘門、4つの城門がすべて甕城と三層楼閣を持ち、屈曲させた門を開けている」とある。北宋諸州府の城壁も多くはこれに倣い、平江府（蘇州）と襄陽はその代表であった。
南宋の臨安府と遼の上京臨潢府・金の上京会寧府には甕城を建設したという記録は残っていない。しかし南宋の静江府では複雑かつ完璧な甕城の設営が見られた。金の中都も東京城を倣って甕城を設けた。元代には漢人の反乱を警戒し、また北方異民族侵入の心配もなかったため、多くの都市で甕城は破却され、新たに設営されることもなかった。元代末期には農民の蜂起が勃発したため、天順帝は大都に甕城を修築、復元させた。
明代では再び城壁の強化が重視され、南京応天府・中都鳳陽府・北京順天府から西安・帰徳（現在の河南省商丘市）・平遥などの府・州・県レベル地方都市、および万里の長城の山海関・嘉峪関などの関所に至るまで甕城が設けられた。その中でも南京の聚宝門（現在の中華門）の甕城が最も大規模で複雑であった。

## 中国以外
李氏朝鮮でも漢城・水原といった主要都市には城外に甕城が建設された。ただし、多くの朝鮮の甕城は片側の城壁だけが本城と連結し、もう一方は通常、出入り口として開放されているところが中国のものと異なっている。
日本の城郭では、外枡形虎口や馬出が機能的に似ている。いずれも迫り来る敵との緩衝地帯の役目を果たし、射撃によって防衛する。形のうえでは、門前に付属する曲輪とそれに伴う櫓門が中国の甕城と箭楼に似ている。
西洋の「barbican」も甕城に似るが、むしろ城門両脇の門塔や防塞を指すことが多いようである。